# Навколо світу за 80 днів (фільм, 1919)
«Навколо світу за вісімдесят днів» (нім. Die Reise um die Erde in 80 Tagen, 1919) — німецький німий художній фільм Ріхарда Освальда за однойменним романом Жуля Верна. Фільм зберігся донині і зберігається в Archiv Filmkunde Paul Sauerlaender.

## Сюжет
Щоб виграти парі, британський джентльмен Філеас Фоґґ має обігнути земну кулю за вісімдесят днів разом зі своїм французьким слугою Паспарту. Під час подорожі Філеаса Фоґґа звинувачують у пограбуванні банку, і йому загрожує арешт.

## У ролях
- Конрад Фейдт — Філеас Фоґґ
- Аніта Бербер — Ауда
- Райнгольд Шюнцель[de] — Арчібальд-корсиканець
- Юджен Рекс[de] — Паспарту
- Макс Ґюльшторф[de] — детектив Фікс
- Кейт Освальд[de] — Немея
- Пауль Морган[de] — Джон Форстер